# Serengeti Nemzeti Park
A Szerengeti (maszáj nyelven: Serengeti) ökoszisztéma egy földrajzilag meghatározható régió Afrikában, egy többnyire füves szavanna, amely Tanzánia északi részén, a Viktória-tótól keletre fekszik. A régió védett területe a körülbelül 30 000 km²-es síkságon található, Kenya déli határáig terjedő Szerengeti Nemzeti Park.

## Kiterjedés

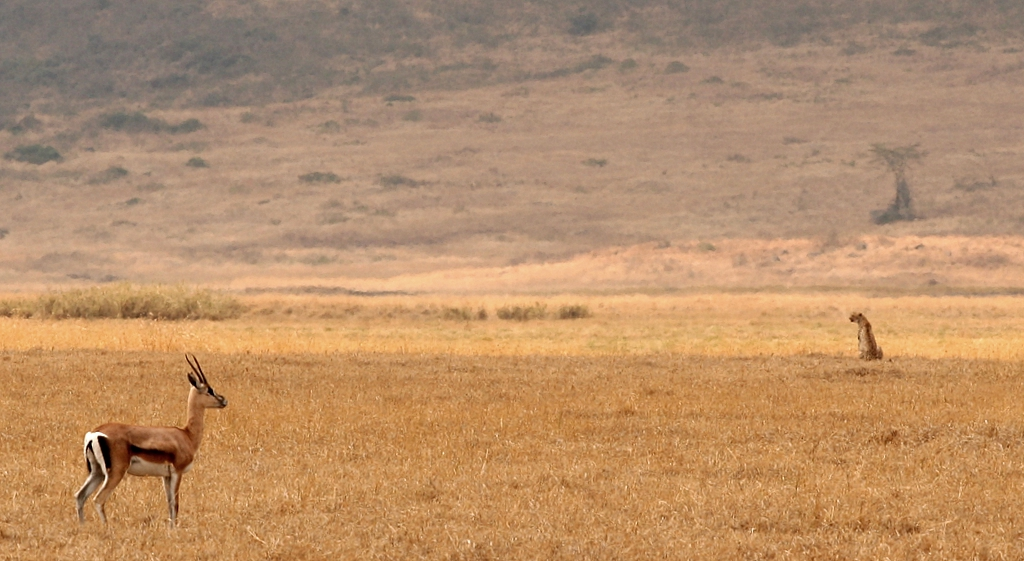
Gazella és gepárd a Serengetiben

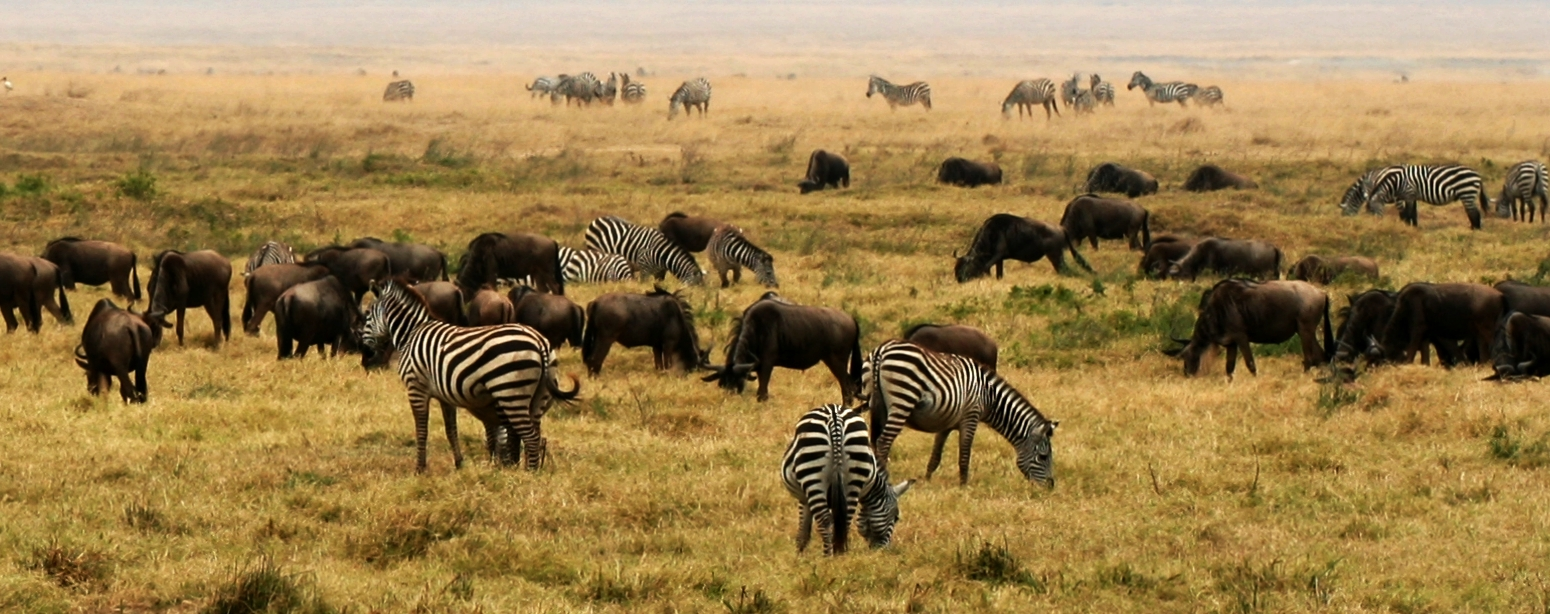
Pusztai zebrák és csíkos gnúk a Ngorongoro-kráternél

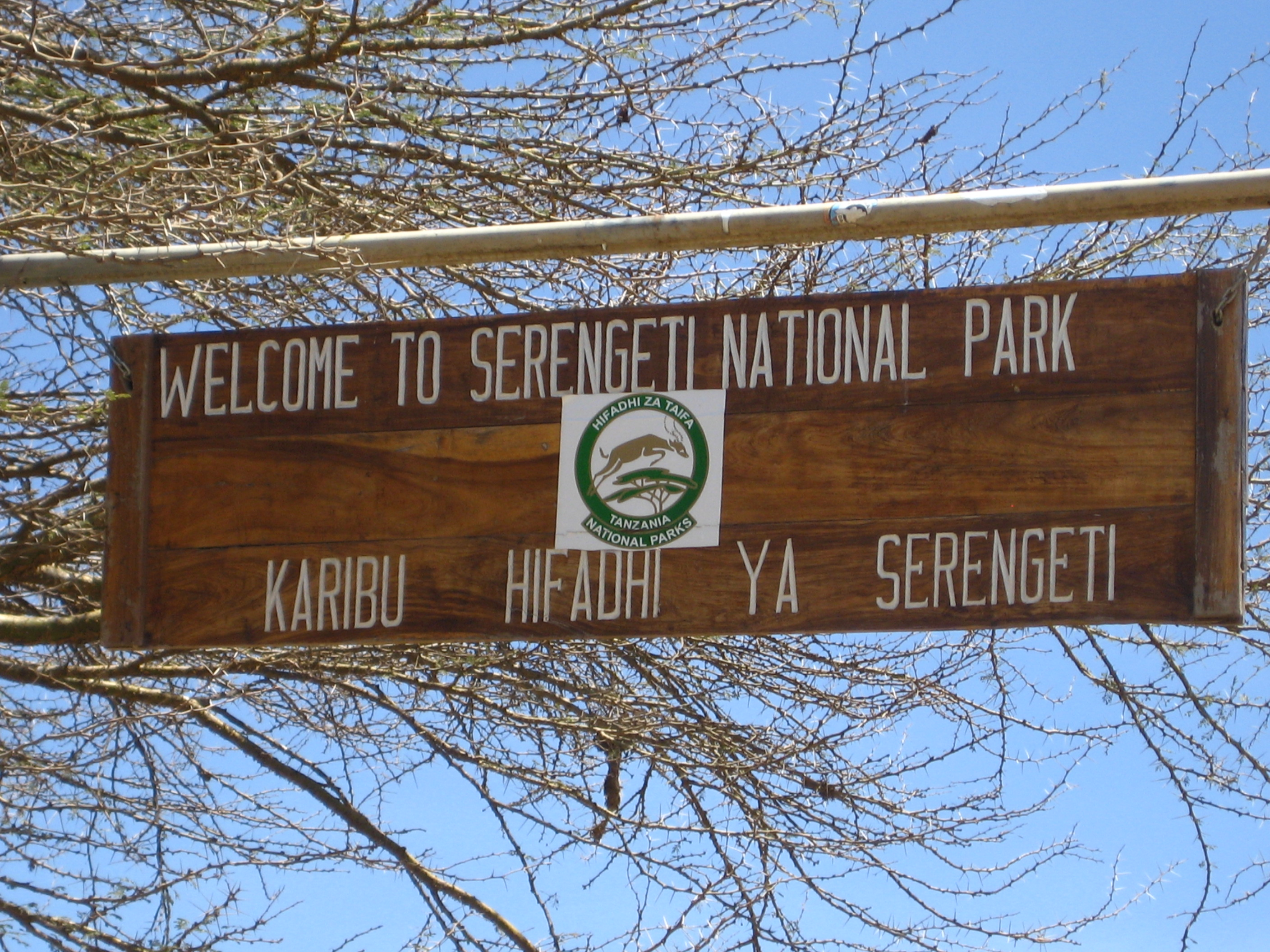
A park bejárata

A „Szerengeti” szó a maszáj nyelvből ered, jelentése „végtelen föld”. Délen kiterjedt, síkvidéki füves puszták állnak szemben az enyhén dombos, fákkal gyéren borított északi szavannákkal. A középső terület szinte teljesen kopár, délkeleten pedig a vulkanikus tevékenység által alkotott Ngorongoro Természetvédelmi Terület emelkedik (1981 óta a világörökség része). A legmagasabb hegyek mintegy 1850 m-rel emelkednek a tengerszint fölé, a szavanna alacsonyabb tájai „csupán” 950 m magasságban fekszenek.
A Szerengeti közepén található a „Szerengeti Nemzeti Park”, amely a maga 14 763 km² kiterjedésével a világ egyik legnagyobb és minden bizonnyal legismertebb nemzeti parkjának számít. Ezenkívül 1981 óta az UNESCO a Világörökségek között tartja nyilván, és egyike a bioszféra-rezervátumoknak.

## Története
Tanzánia gyarmatosításáig a környék természeti- és állatvilága nem volt veszélyben, mivel az őslakók harmóniában éltek a természettel, és csak létszükségleteik kielégítésére vadásztak. Ez a 19. században változott meg, a fehér bőrű telepesek érkezésekor. A betelepülők nagyvadakra vadásztak, modern fegyvereikkel kérkedésből vagy haszonlesésből tömegével pusztították az állatokat, és az állományt jelentősen megtizedelték.
A vadak szándékos mészárlása végül szükségessé tette egy természetvédelmi terület kialakítását a szavanna mint élőhely és az ott honos állatok megóvása céljából. Ez a terület a 19. században még a nomád életmódot folytató maszáj törzs legelője volt. Ironikus módon épp a természet ellen mit sem vétő maszájok életterét és szabadságát korlátozza a rezervátum létrejötte.
A Serengeti 1929 óta részben vadrezervátum; 1951-ben hozta létre a tanzániai kormányzat a Serengeti Nemzeti Parkot.
1959-ben elkerítettek a gnúk számára egy legelőt az esős évszakokra a Serengeti délkeleti részén, a Ngorongoro kráternél, amely csupán természetvédelmi terület besorolást kapott, így a maszájok is odahajthatják a csordáikat. Ebből az apropóból született ugyanebben az évben Bernhard és Michael Grzimek díjnyertes filmje, A Serengeti nem halhat meg.

## Állatvilága
Ezen a vidéken több mint 1,8 millió növényevő és több ezer ragadozó állat él. Elterjedtek a gnúk, gazellák, zebrák, kafferbivalyok és a rájuk vadászó oroszlánok.
A gnúkra, zebrákra, a Thomson-gazellákra és a jávorantilopokra elsősorban kiterjedt vándorlás jellemző, amire a száraz és esős évszak váltakozása miatt indulnak. A pleisztocén kor óta minden évben keresztülvándorolnak a Serengetin északról délre haladva, átlépve a szomszédos Masai Mara Nemzeti Rezervátum is, majd vissza ugyanezen az útvonalon.

## Konfliktusok
Az állatok élőhelyének védelme egyben az őslakók jogainak korlátozását is jelenti. A területen eredetileg élő embereket az ötvenes években szigorúan áttelepítették, akik földjükre többé nem léphettek. Kárpótlásképpen igyekeztek a park határára áttelepített lakók életkörülményeit javítani, ami még több embert vonzott a régióba, így nagyobb nyomás nehezedett a parkra.
Emiatt a természetvédők az utóbbi időben újabb stratégiát folytatnak. Az őslakóknak át kell venniük a védett terület egy-egy részét (ezek az ún. Wildlife Management Areas), ezzel felelősséget is kell vállalniuk a területükért. Az idegenforgalom révén hasznot termelhetnek a rájuk bízott területen, így a saját érdekük, hogy megóvják. Csak utóbb fog kiderülni, hogy ez a stratégia sikeresnek bizonyul-e.

## Filmdokumentációk
- A Serengeti nem halhat meg. Michael Grzimek és Dr Bernhard Grzimek dokumentumfilmje. Németország 1959, Asta/Okapia-Film, 85 perc
- Serengeti Szimfónia. Hugo Van Lawick dokumentumfilmje. 1998, Nature Conservation Films BV, 82 perc

## Fordítás
- Ez a szócikk részben vagy egészben  a   Serengeti című német Wikipédia-szócikk ezen változatának fordításán alapul.  Az eredeti cikk szerkesztőit annak laptörténete sorolja fel. Ez a jelzés csupán a megfogalmazás eredetét és a szerzői jogokat jelzi, nem szolgál a cikkben szereplő információk forrásmegjelöléseként.

## Külső hivatkozások
- A Serengeti Nemzeti Park hivatalos weboldala
- A Serengeti Nemzeti Park Tanzániában
- Az UNESCO bejegyzése a világöröksége listáján (angolul) (franciául)
- Az UNEP-WCMC adatlapja (angolul)
- A Frankfurti Zoológiai Társaság Serengetit segítő törekvéseinek dokumentációja